# Hans Lorenz Andreas Vent
Hans Lorenz Andreas Vent (* 10. April 1785 in Hademarschen; † 21. April 1879 in Itzehoe) war ein deutscher evangelischer Theologe.

## Leben
Hans Lorenz Andreas Vent wurde als Sohn von Hans Hinrich Vent († 1814), der seit 1779 Prediger in Hademarschen war, am 10. April 1785 geboren und studierte Theologie. 1809 bestand er in Glückstadt sein theologisches Amtsexamen. Zwei Jahre darauf nahm er eine Stelle als Diakon in Tellingstedt an. Im Jahr nach dem Tod seines Vaters wurde er dessen Nachfolger. Fast ein halbes Jahrhundert lang blieb er dort Diakon und Prediger, zum 50-jährigen Dienstjubiläum 1861 ernannte man ihn ehrenhalber zum Konsistorialrat. Zwei Jahre später jedoch trat er in den Ruhestand und zog nach Itzehoe, wo er am 21. April 1879 94-jährig verstarb.
Vent war der lutherischen Orthodoxie zuzuordnen und war ein entschiedener Anhänger von Claus Harms. In mehreren Schriften verteidigte er dessen Thesen gegen den theologischen Rationalismus der Zeit.

## Werke
- An das Wahrheit suchende Publicum. Ueber die 95 Thesen des Pastors Harms (1818)
- Ueber Veranlassung und Nothwendigkeit der gegenwärtigen Glaubensfehde (1819)
- Luther’s Werke in einer das Bedürfniß der Zeit berücksichtigenden Auswahl (zehn Bände; 1826)
- Nachricht und Erinnerung betreffend die Bibel- und Missionssache und deren gesegneten Fortgang in unseren Gegenden (1826)
- Sechszehn Confirmationsreden (1845)
- Ein geistliches Taschenbuch für Dienende weiblichen Geschlechts (1834)